# Delpontia pulchella
Delpontia pulchella — вид лишайників, що належить до монотипового роду  Delpontia.